# 中華民國—蘇丹關係
中華民國與蘇丹共和國（亦稱北蘇丹）無正式外交關係，目前也沒有在對方首都互設具大使館功能的代表機構。對蘇丹的相關事務由駐沙烏地阿拉伯王國臺北經濟文化代表處兼轄。

## 政治

### 外交

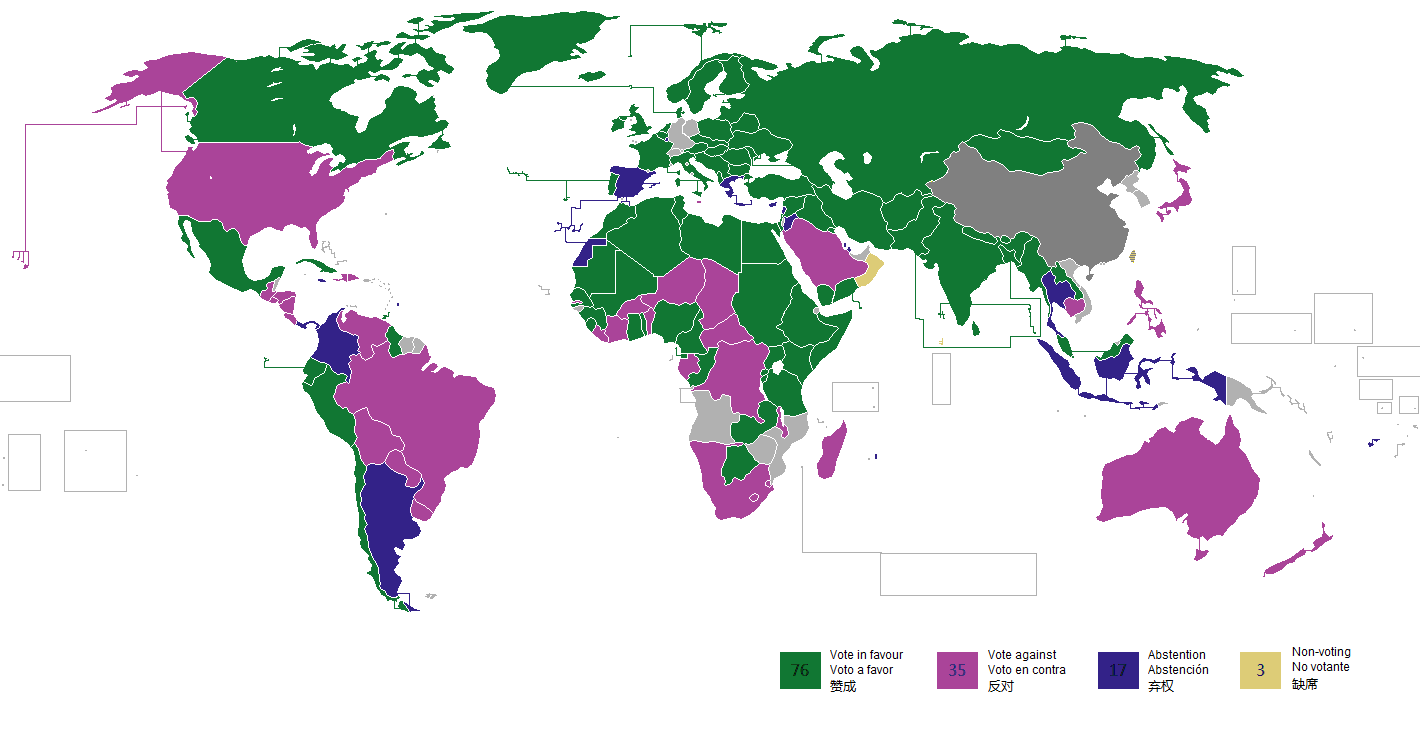
綠色國家表示在1971年的投票中反對中華民國續留聯合國，即《聯合國大會2758號決議》，其中包括當時的蘇丹民主共和國。

1971年10月25日，第26屆聯合國大會就蘇丹民主共和國等23國所提出的「恢復中華人民共和國在聯合國的合法權利」議案進行表決。最終以76票贊成、35票反對、17票棄權的結果通過。根據《聯合國憲章》和聯合國大會議事規則，提案通過即成為正式決議，是為《聯合國大會2758號決議》。中華民國、馬爾地夫、阿曼等3國未投票。代表中國正統的中華民國政府，以外交部長周書楷為代表，在表決之前數小時，於大會上主動宣布退出聯合國。日後，中華民國政府將此決議稱為「排我納匪案」。
1993年7月，中華民國政府撥款30萬美元予紅十字國際委員會，採購醫療藥品援助蘇丹南部災民（後獨立為南蘇丹共和國）。
1999年7月29日，簽署《中蘇（蘇丹）國際快捷郵件雙邊協定》。

## 經濟

### 貿易
| 年分 | 貿易總額   | 貿易總額 | 貿易總額 | 出口至蘇丹 | 出口至蘇丹 | 出口至蘇丹 | 自蘇丹進口 | 自蘇丹進口 | 自蘇丹進口 | 順逆差 |
| 年分 | 金額       | 年增減   | 排名     | 金額       | 年增減     | 排名       | 金額       | 年增減     | 排名       | 順逆差 |
| ---- | ---------- | -------- | -------- | ---------- | ---------- | ---------- | ---------- | ---------- | ---------- | ------ |
| 2017 | 19,386,867 | ▼43.1%   | 129      | 18,740,855 | ▼44.2%     | 109        | 646,012    | ▲31.5%     | 161        | 順差▼  |
| 2018 | 12,413,030 | ▼36.0%   | 140      | 11,981,564 | ▼36.1%     | 119        | 431,466    | ▼33.2%     | 166        | 順差▼  |
| 2019 | 13,781,082 | ▲11.0%   | 137      | 12,637,540 | ▲5.5%      | 118        | 1,143,542  | ▲165.0%    | 153        | 順差▼  |
| 2020 | 14,153,144 | ▲2.7%    | 132      | 12,378,878 | ▼2.0%      | 115        | 1,774,266  | ▲55.2%     | 146        | 順差▼  |
| 2021 | 10,999,056 | ▼22.3%   | 146      | 8,699,495  | ▼29.7%     | 129        | 2,299,561  | ▲29.6%     | 141        | 順差▼  |
| 2022 | 10,317,319 | ▼6.2%    | 142      | 9,852,957  | ▲13.3%     | 126        | 464,362    | ▼79.8%     | 166        | 順差▲  |
| 2023 | 6,010,404  | ▼41.7%   | 159      | 5,479,942  | ▼44.4%     | 142        | 530,462    | ▲14.2%     | 161        | 順差▼  |
| 2024 | 1,281,266  | ▼78.7%   | 187      | 1,218,225  | ▼77.8%     | 171        | 63,041     | ▼88.1%     | 185        | 順差▼  |

2023年的兩國貿易項目如下：
出口至蘇丹的前10大項目為：聚矽氧；機動車輛所用之零件與附件；辦公室用機器；調製膠與其他調製粘著劑；金屬加工機床、金屬或金屬碳化物加工用壓床；小客車與其他主要設計供載客之機動車輛；金屬或瓷金用磨石、研磨料與抛光物達成磨光作用之工具機；電路開關、保護電路或連接電路用之電氣用具、光纖、光纖束、光纤电缆或光纖傳輸纜用之連接器；合成有機著色料、有機熒光增白劑或發光劑；其他硫化橡膠製品，硬質橡膠者除外等。
自蘇丹進口的項目為：油料種子與油質果实；高粱（蜀黍）等。

## 簽證

持中華民國護照的中華民國國民簽證要求分布圖：入境蘇丹需要簽證。

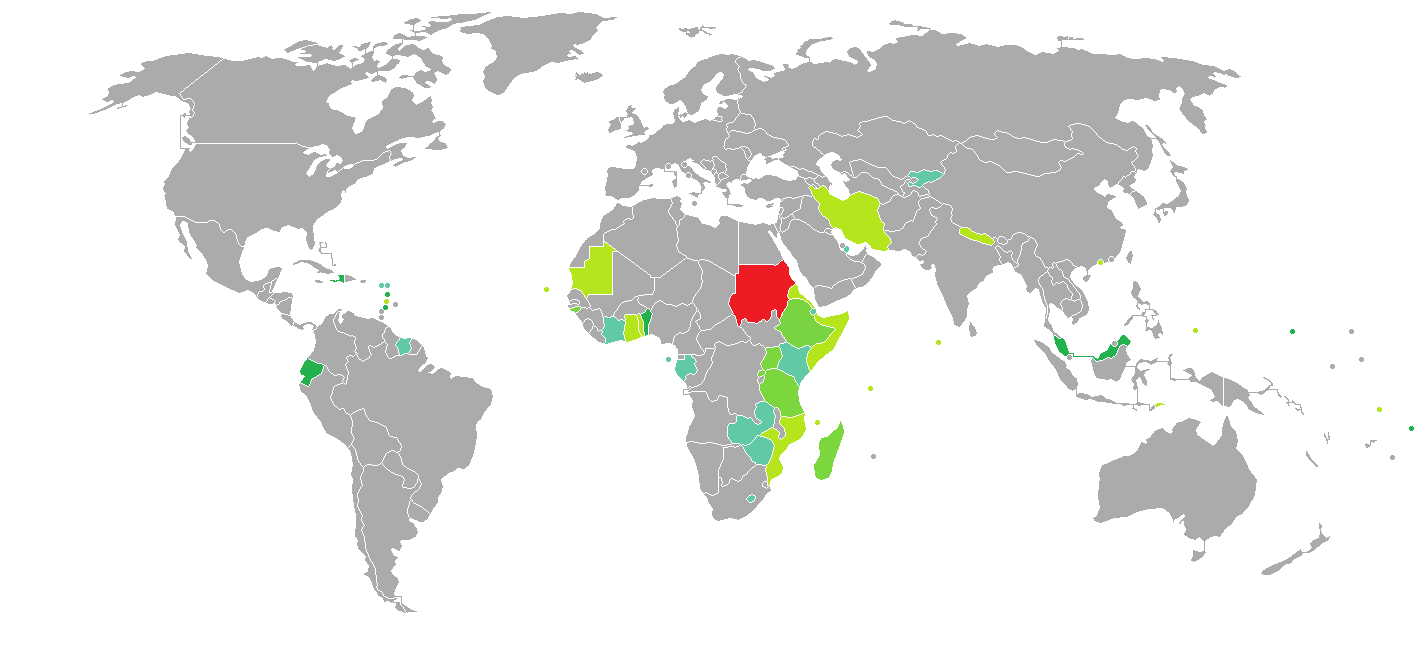
持蘇丹護照的蘇丹人口簽證要求分布圖：入境中華民國需要簽證。

兩國國民皆須申請簽證方可入境對方國家。持中華民國護照的中華民國國民可前往蘇丹駐馬來西亞、泰國大使館申請簽證。蘇丹海关可能拒絕護照上有以色列簽證或入境章戳者入境。經蘇丹轉機，須辦理過境簽證。
持蘇丹護照的蘇丹國民抵台參加由中央政府機關主辦、協辦或贊助之國際會議、運動賽事、商展或其他活動，可以電子簽證入境中華民國，停留最多30天並不得延期。

## 交通

### 航空

#### 客運
兩國無直航班機，可經由（不計航點遠近，截至2023年6月30日）：
- 台北→杜拜、伊斯坦堡，再轉機前往蘇丹的國際機場（英语：List of airports in Sudan）。

## 外部連結
- 中華民國外交部－蘇丹共和國簡介 （页面存档备份，存于）
- 駐沙烏地阿拉伯王國台北經濟文化代表處
- 外交部領事事務局－國外旅遊警示分級表
- 中華民國衛生福利部－國際旅遊疫情建議等級
- 中華民國國際經濟合作協會 （页面存档备份，存于）